# Open Road (Donovan)
Open Road è l'ottavo album in studio del cantautore scozzese Donovan, pubblicato nel 1970.

## Tracce
Lato 1
1. Changes – 2:56
2. Song for John – 2:43
3. Curry Land – 4:38
4. Joe Bean's Theme – 2:52
5. People Used To – 4:09
6. Celtic Rock – 3:37

Lato 2
1. Riki Tiki Tavi – 2:55
2. Clara Clairvoyant – 2:57
3. Roots of Oak – 4:53
4. Season of Farewell – 3:25
5. Poke at the Pope – 2:47
6. New Year's Resovolution – 4:45